# Krise in Niger 2023
Am 26. Juli 2023 kam es im Niger zu einem Staatsstreich, bei dem die Präsidialgarde des Landes den demokratisch gewählten Präsidenten Mohamed Bazoum festnahm und der Kommandeur der Präsidialgarde, General Abdourahamane Tiani, sich selbst zum Anführer einer neuen Militärjunta erklärte. Daraufhin setzte die Westafrikanische Wirtschaftsgemeinschaft (ECOWAS) den Putschisten am 30. Juli 2023 eine Frist von einer Woche, um die Macht an Bazoum zurückzugeben, andernfalls drohten internationale Sanktionen und möglicherweise ein militärisches Eingreifen. Die Frist lief am 6. August 2023 ab.
Anders als gerüchteweise zunächst kolportiert, stoppte die neue Junta die Uran- und Goldexporte nach Frankreich nicht, genauso wenig wie Burkina Faso oder Mali (welche beide auch nicht über aktive Uran-Minen verfügen). Auch Falschbehauptungen, dass die drei Staaten Niger, Mali and Burkina Faso allen Goldexport gestoppt hätten, wurden weit verbreitet.

## Hintergrund
Am 26. Juli gab die nigrische Präsidentschaft bekannt, dass die Präsidentengarde unter der Leitung von General Abdourahamane Tiani an einer „antirepublikanischen Demonstration“ beteiligt war und versuchte, Unterstützung von anderen Sicherheitskräften zu erhalten. Präsident Mohamed Bazoum und seine Familie wurden im Präsidentenpalast in Niamey festgehalten. Auch festgehalten sind der Innenminister Hamadou Souley, der Verkehrsminister Oumarou Malam Alma und sein Stellvertreter, Kalla Moutari, Mahamane Sani Mahamadou, der Energieminister und Sohn des ehemaligen nigrischen Präsidenten Mahamadou Issoufou, die Bergbauministerin Ousseini Hadizatou Yacouba sowie Foumakoye Gado, der Parteivorsitzende der Nigrischen Partei für Demokratie und Sozialismus (PNDS). Insgesamt wurden mindestens 180 Mitglieder der Regierungspartei verhaftet.
Der Staatsstreich wurde Berichten zufolge von Tiani angeführt, den Bazoum von seinem Posten ablösen wollte. Bazoum nahestehende Quellen sagten, er habe die Entlassung Tianis auf einer Kabinettssitzung am 24. Juli 2023 beschlossen, da die Beziehungen zwischen den beiden angespannt gewesen seien.
Der Palast und die angrenzenden Ministerien wurden von Militärfahrzeugen abgeriegelt, und bis zu 400 zivile Anhänger von Bazoum versuchten, sich dem Palast zu nähern, wurden jedoch von der Präsidentengarde mit Schüssen auseinandergetrieben, wobei es einen Verletzten gab. Die Lage in Niamey wurde als ruhig beschrieben, und rund um die diplomatischen Vertretungen des Landes im Ausland kam es zu Protesten zur Unterstützung Bazoums. Die nigrischen Streitkräfte umstellten den Präsidentenpalast um Bazoum zu unterstützen und die Armee und die Nationalgarde waren bereit, die Präsidentengarde anzugreifen.
Am Abend verkündete Oberstmajor Amadou Abdramane von der Luftwaffe, dass Präsident Bazoum entmachtet worden sei, und kündigte die Bildung eines Nationalen Rates für den Schutz des Vaterlandes an. Er erklärte, die Verteidigungs- und Sicherheitskräfte hätten aufgrund der sich verschlechternden Sicherheitslage und der schlechten Regierungsführung beschlossen, das Regime zu stürzen. Außerdem kündigte er die Auflösung der Verfassung des Landes, die Suspendierung der staatlichen Institutionen, die Schließung der Grenzen und eine landesweite Ausgangssperre von 22:00 bis 05:00 Uhr Ortszeit an und warnte vor jeglicher ausländischer Einmischung. Daraufhin wurden alle Aktivitäten der politischen Parteien im Land bis auf weiteres ausgesetzt. Außerdem gab er bekannt, dass die Junta Frankreich wegen der Verletzung der Luftraumsperre nach der Landung eines Militärflugzeugs auf einem Luftwaffenstützpunkt einen Verweis erteilt habe.
Am 27. Juli twitterte Bazoum, dass die demokratiebegeisterten Nigrer dafür sorgen würden, dass „hart erkämpfte Errungenschaften geschützt werden“, und deutete damit seine Weigerung an, von seinem Amt zurückzutreten. Sein Außenminister Hassoumi Massaoudou erklärte gegenüber France 24, dass die „legale und legitime Macht“ des Landes weiterhin beim Präsidenten liege, und bekräftigte, dass Bazoum in guter Verfassung sei und nicht die gesamte Armee involviert sei. Massaoudou erklärte sich außerdem zum amtierenden Staatsoberhaupt und rief alle Demokraten auf, „dieses Abenteuer scheitern zu lassen“.
Die Führung der nigrischen Streitkräfte erklärte ihre Unterstützung für den Staatsstreich und begründete dies mit der Notwendigkeit, „die körperliche Unversehrtheit“ des Präsidenten und seiner Familie zu schützen und „eine tödliche Konfrontation zu vermeiden, die ein Blutbad anrichten und die Sicherheit der Bevölkerung beeinträchtigen könnte“.
Am 28. Juli erklärte sich General Abdourahamane Tiani in einer Fernsehansprache zum Präsidenten des Nationalen Rates für den Schutz des Vaterlandes. Er erklärte, der Staatsstreich sei durchgeführt worden, um „den allmählichen und unvermeidlichen Untergang“ des Landes zu verhindern, und sagte, Bazoum habe versucht, „die harte Realität“ des Landes zu verbergen, das er als „einen Haufen von Toten, Vertriebenen, Demütigung und Frustration“ bezeichnete. Er kritisierte auch die Sicherheitsstrategie der Regierung wegen ihrer angeblichen Ineffizienz und der mangelnden Zusammenarbeit mit Mali und Burkina Faso, nannte aber keinen Zeitplan für die Rückkehr zu einer zivilen Regierung. Seine Position als de facto gleichzeitiges Staatsoberhaupt wurde später von Oberst Abdramane bestätigt, der Beamte der Regierung Bazoum beschuldigte, gegen das neue Regime zu intrigieren, während sie sich in ausländischen Botschaften versteckten, und vor einem Blutvergießen warnte, sollten sie sich durchsetzen.

### ECOWAS
Die Westafrikanische Wirtschaftsgemeinschaft (ECOWAS) ist ein regionaler politischer und wirtschaftlicher Zusammenschluss von fünfzehn Ländern in Westafrika mit einer Fläche von 5.114.162 km² und einer geschätzten Bevölkerung von über 387 Millionen Menschen im Jahr 2019. Die 1975 gegründete ECOWAS strebt die kollektive Autarkie ihrer Mitgliedstaaten durch die Schaffung eines einzigen großen Handelsblocks an.
ECOWAS dient auch als friedenserhaltende Kraft in der Region, wobei die Mitgliedsstaaten gelegentlich gemeinsame militärische Kräfte entsenden, um in Zeiten politischer Instabilität und von Unruhen in den Mitgliedsländern des Blocks zu intervenieren. In den letzten Jahren waren dies Interventionen in der Elfenbeinküste im Jahr 2003, in Liberia im Jahr 2003, in Guinea-Bissau im Jahr 2012, in Mali im Jahr 2013 und in Gambia im Jahr 2017.

### Sicherheitslage im Niger
Die Vereinigten Staaten, Frankreich und viele andere Länder und Gruppen sind in Niger aufgrund des Krieges gegen den Terror und des islamistischen Aufstands in der Sahelzone involviert, der wiederum den dschihadistischen Aufstand in Niger ausgelöst hat, der von al-Qaida, dem Islamischen Staat und Boko Haram angeführt wird. Die USA, Frankreich und die Türkei haben Stützpunkte im Land. Im Jahr 2022 wurde es nach dem Abzug aus Mali und Burkina Faso zu einem Drehkreuz der französischen Anti-Terror-Operationen. Niger wurde zu einem wichtigen Verbündeten des Westens, doch mit der antifranzösischen Stimmung und den Putschen in Mali und Burkina Faso im Januar und Burkina Faso im September dehnten sowohl Russland als auch die Gruppe Wagner ihren Einfluss aus, ebenso die Türkei.

## Verlauf

### 29. Juli 2023
Die Militärjunta beschuldigte die ECOWAS in einer von Oberst Amadou Abdramane auf Télé Sahel verlesenen Erklärung, „einen Aggressionsplan gegen Niger durch eine bevorstehende Militärintervention in Niamey mit Unterstützung bestimmter westlicher Länder“ zu genehmigen, und warnte vor der „festen Entschlossenheit“ der Junta, das Land zu verteidigen. Sie behaupteten, dies sei das Ziel des für den folgenden Tag einberufenen ECOWAS-Gipfels.
Der Friedens- und Sicherheitsrat der Afrikanischen Union stellte ein Ultimatum: Sollten die Soldaten nicht innerhalb von höchstens fünfzehn Tagen „unverzüglich und bedingungslos in ihre Kasernen zurückkehren und die verfassungsmäßige Demokratie wiederherstellen“, würde sich der Block gezwungen sehen, „die notwendigen Maßnahmen zu ergreifen, einschließlich Strafmaßnahmen gegen die Täter“.

### 30. Juli

#### Ultimatum der ECOWAS und Sanktionen
Am 30. Juli stellte die ECOWAS der nigrischen Militärjunta ein Ultimatum, Bazoum innerhalb einer Woche wieder als Präsident einzusetzen. In einem Kommuniqué, das der Vorsitzende der ECOWAS-Kommission, Omar Touray, auf dem als Reaktion auf den Staatsstreich einberufenen Sondergipfel in Abuja verlas, hieß es, dass die Junta, falls ihre Forderungen nicht erfüllt würden, „alle notwendigen Maßnahmen ergreifen würde, um die verfassungsmäßige Ordnung in der Republik Niger wiederherzustellen“, und dass „diese Maßnahmen den Einsatz von Gewalt beinhalten könnten“. Die Reaktion des Blocks gegenüber der Junta unterschied sich drastisch von den Maßnahmen, die bei den jüngsten Putschen in Mali, Burkina Faso und Guinea ergriffen wurden, bei denen keine Gewaltanwendung zur Wiedereinsetzung der gestürzten Regierung angedroht wurde.
Die ECOWAS kündigte außerdem „sofortige Sanktionen“ gegen Niger an, darunter die Schließung der Land- und Luftgrenzen, die Verhängung einer Flugverbotszone für alle kommerziellen Flüge von und nach Niger und die Aussetzung aller kommerziellen und finanziellen Transaktionen zwischen der ECOWAS und Niger. Die Vermögenswerte der nigrischen Staatsunternehmen wurden von der ECOWAS-Zentralbank eingefroren, was zur Annullierung einer Anleiheemission in Höhe von 30 Milliarden CFA-Francs (51 Millionen US-Dollar) führte.

#### Pro-Putsch-Demonstrationen in Niamey
In einem Marsch, der auf Wunsch von Tiani von der M62-Bewegung organisiert wurde, die sich zuvor gegen die Regierung Bazoum und die Opération Barkhane gestellt und die russische Invasion in der Ukraine unterstützt hatte, versammelten sich Tausende von Menschen auf dem Place de la Concertation in Niamey vor der Nationalversammlung und zogen mit nigrischen und russischen Fahnen zur französischen Botschaft, wobei sie Slogans wie „Nieder mit Frankreich, raus mit Barkhane, ECOWAS, die Europäische Union und die Afrikanische Union sind uns egal!“, „Verhaftet die ehemaligen Würdenträger, um die gestohlenen Millionen zurückzugeben.“ Die Demonstranten forderten auch ein sofortiges Eingreifen der Wagner-Gruppe. Während des Marsches wurden die Eingänge zur französischen und amerikanischen Botschaft geschlossen. Die Mauern und Tore der französischen Botschaft wurden in Brand gesetzt und beschädigt, während nigrische Soldaten und General Salifou Modi die Menge aufforderten, sich friedlich zu zerstreuen. Die Menge zog ab, nachdem die Polizei mit Tränengassalven reagierte. Auf Bildern war zu sehen, wie Menschen mit blutigen Beinen in Krankenwagen gebracht wurden.
Nach dem Angriff auf die französische Botschaft warnte die französische Regierung, dass Angriffe auf ihre Staatsangehörigen, Militärangehörige, Diplomaten und Interessen zu einer sofortigen und unnachgiebigen Reaktion führen würden.

### 31. Juli
Auf Veranlassung der ECOWAS traf der tschadische Präsident Mahamat Déby im Präsidentenpalast in Niamey mit General Tiani und Präsident Bazoum zusammen. Die tschadische Präsidentschaft veröffentlichte Bilder des Treffens, auf denen Bazoum zum ersten Mal seit dem Staatsstreich zu sehen war. In der Zwischenzeit beschuldigte Oberst Amadou Abdramane Hassoumi Massaoudou, der immer noch behauptete, der amtierende Führer zu sein, der Bazoum vertrat, einen französischen Angriff auf den Präsidentenpalast genehmigt zu haben, um Bazoum zu befreien. Das französische Außenministerium bestritt, dass es solche Pläne gab.
Präsident Bazoums Ölminister Mahamane Sani Mahamadou (Sohn des ehemaligen Präsidenten Mahamadou Issoufou), Bergbauministerin Ousseini Hadizatou Yacouba und der Vorsitzende des nationalen Exekutivkomitees der PNDS, Foumakoye Gado, wurden von der Militärjunta verhaftet. In der Woche zuvor waren bereits Verkehrsminister Oumarou Malam Alma und der ehemalige Verteidigungsminister Kalla Moutari verhaftet worden.

### 1. August
Die Militärjunta gab bekannt, dass sie die Grenzen Nigers zu Algerien, Burkina Faso, Mali, Libyen und dem Tschad wieder geöffnet habe.

### 2. August
In vielen Städten Nigers kam es zu Stromausfällen, für die das staatliche Elektrizitätsunternehmen Nigelec Nigeria verantwortlich machte, weil es die Stromversorgung unterbrochen hatte. Die Transmission Company of Nigeria lehnte eine Stellungnahme ab, aber eine anonyme Quelle sagte der BBC, dass der Schritt auf eine Anweisung von Präsident Bola Tinubu zurückging.
Die Militärchefs der ECOWAS-Mitgliedstaaten trafen sich in Abuja, Nigeria, um die Lage in Niger zu erörtern. Zur gleichen Zeit wurde ein vertrauliches Militärsignal von Inside Nigeria aufgegriffen, das dem nigerianischen Militär den Befehl gab, Einheiten für eine Militäroperation gegen Niger zu benennen, die Streitkräfte zu mobilisieren und eine Flugverbotszone einzurichten. Stunden später gab die Elfenbeinküste eine Erklärung ab, in der sie die ECOWAS-Sanktionen unterstützte und die Beteiligung ihres Landes an der Vorbereitung einer Militärintervention in Niger ankündigte.
Eine Delegation der nigrischen Militärjunta unter der Leitung von General Salifou Mody reiste nach Bamako in Mali und anschließend nach Ouagadougou in Burkina Faso.

Es wird spekuliert, ob die nigrischen Militärjunta die Wagner-Gruppe, die in Mali präsent ist, um Unterstützung bat. Laut einem CNN-Beitrag vom 2. August 2023, der sich wiederum auf den Journalisten Wassim Nasr (France 24) und einen leitenden Forschungsmitarbeiter am The Soufan Center (TSC, benannt nach dem ehemaligen FBI-Agenten Ali Soufan) beruft, wobei gegenüber Associated Press (AP) behauptet wurde, in Mali habe – die Nummer zwei der nigrischen Junta – General Salifou Mody mit „jemandem von Wagner“ Kontakt aufgenommen. Berichtet darüber hatte laut CNN zuerst France 24, angeblich bestätigt von malischen Quellen und einem französischen Diplomaten.
In einer Fernsehansprache bezeichnete General Tiani die gegen das Land verhängten Sanktionen als „zynisch und ungerecht“ und sagte, sie zielten darauf ab, die nigrischen Sicherheitskräfte zu „demütigen“ und das Land „unregierbar“ zu machen. Er betonte, dass sein Regime solchen Drohungen nicht nachgeben werde, und rief die Bürger zur Verteidigung des Landes auf.

### 3. August
Die ECOWAS entsandte eine weitere Delegation nach Niger, um mit der Junta zu verhandeln, diesmal unter der Leitung des ehemaligen nigerianischen Militärchefs Abdulsalami Abubakar, dem auch der Sultan von Sokoto, Muhammadu Sa'ad Abubakar, und Omar Touray, Präsident der ECOWAS-Kommission, angehörten. Abdel-Fatau Musah, ECOWAS-Kommissar für politische Angelegenheiten, Frieden und Sicherheit, sagte: „Die militärische Option ist die allerletzte Möglichkeit, das letzte Mittel, aber wir müssen uns auf diese Möglichkeit vorbereiten.“ Die Delegierten trafen sich jedoch nicht mit General Tiani und anderen Mitgliedern der Junta und reisten noch am selben Tag ab.
Anlässlich des 63. Unabhängigkeitstages Nigers fand auf dem Unabhängigkeitsplatz in Niamey eine weitere Demonstration zugunsten des Putsches statt. Diesmal blockierten die Sicherheitskräfte die Straßen, die zur französischen und zur US-amerikanischen Botschaft führen, um Angriffe und Vandalismus zu verhindern. Die senegalesische Außenministerin Aïssata Tall Sall und ihr beninischer Amtskollege Shegun Adjadi Bakari bestätigten, dass sich ihre Länder an einer Militärintervention in Niger beteiligen würden, falls die ECOWAS dies genehmige.
Die Militärjunta zensierte die Ausstrahlung der Programme von France 24 und Radio France Internationale (RFI), wie bereits Monate zuvor in Mali und Burkina Faso geschehen. France 24 wurde wöchentlich von einem Viertel der nigrischen Bevölkerung verfolgt, und RFI war der meistgehörte internationale Sender des Landes. France Médias Monde, der Eigentümer der beiden Sender, protestierte gegen die Entscheidung.
Die Junta kündigte außerdem an, dass Niger seine militärischen Abkommen mit Frankreich aufkündigen werde, insbesondere diejenigen, die die Stationierung französischer Truppen im Land gestatten und den Status von Militärangehörigen regeln, die auf nigrischem Boden den islamistischen Dschihad bekämpfen. Nachdem die Friedensgespräche gescheitert waren, ordnete die Junta den Rückzug der nigrischen Botschafter in Frankreich, Nigeria, Togo und den USA an. Frankreich erklärte daraufhin, dass es das Vorgehen der Junta zur Kenntnis genommen habe, erinnerte sie jedoch daran, dass die Abkommen zwischen „rechtmäßigen“ Behörden unterzeichnet worden seien.
In einem in der Washington Post veröffentlichten Meinungsartikel forderte Bazoum, der sich selbst als „Geisel“ bezeichnete, die USA und die internationale Gemeinschaft auf, die verfassungsmäßige Ordnung in Niger wiederherzustellen, und warnte davor, dass der Staatsstreich verheerende nationale und internationale Folgen haben würde.

### 4. August
Die Junta hob die seit dem 26. Juli verhängte Ausgangssperre auf.
Präsident Bola Tinubu ersuchte den nigerianischen Senat, eine Intervention in Niger zu genehmigen. Bilder zeigten, dass sich in den letzten Tagen nigerianische Truppen an der Grenze zu Niger angesammelt hatten.
Ein ehemaliger Berater von Präsident Bazoum erklärte gegenüber CNN, dass seit dem Staatsstreich etwa 130 Beamte der gewählten Regierung verhaftet worden seien, während viele andere untergetaucht seien.
Die Vereinigten Staaten kündigten an, dass sie „bestimmte ausländische Hilfsprogramme zugunsten der Regierung von Niger“ aussetzen würden, stellten jedoch klar, dass dies nicht die humanitäre Hilfe und die Nahrungsmittelhilfe sowie die diplomatischen und sicherheitspolitischen Maßnahmen zum Schutz des US-Personals umfasse.

### 5. August
Es wurde berichtet, dass die Junta über General Salifou Mody während seines Besuchs in Mali die Wagner-Gruppe offiziell um Unterstützung gebeten hatte.
Nach einem Treffen mit Bazoums Premierminister Ouhoumoudou Mahamadou in Paris kündigte die französische Außenministerin Catherine Colonna die Unterstützung des Landes für eine ECOWAS-Intervention in Niger an, ohne zu sagen, ob sie militärische Unterstützung leisten würde.
Der nigerianische Senat lehnte Bola Tinubus Antrag auf Genehmigung einer militärischen Intervention in Niger ab und forderte ihn stattdessen auf, die Krise mit diplomatischeren Mitteln zu lösen. Die nigerianische Verfassung erlaubt es dem Präsidenten jedoch nach wie vor, ohne Zustimmung des Senats Truppen ins Ausland zu entsenden, wenn er der Ansicht ist, dass die nationale Sicherheit „unmittelbar bedroht oder gefährdet“ ist.
Am Abend vor dem Ablaufen des Ultimatums lehnte Algeriens Staatspräsident Abdelmadjid Tebboune „jede militärische Intervention kategorisch ab“. Er begründete dies damit, eine Militärintervention sei „keine Lösung“, sondern „eine direkte Bedrohung für Algerien“. Algerien sei mit einer fast tausend Kilometer langen Grenze zu Niger Hauptbetroffener.
Der Tschad kündigte an, dass sich das Land nicht an einer von der ECOWAS geführten Militärintervention gegen die Junta beteiligen werde.
Zum Stopp der Uran- und Goldexporte der Junta nach Frankreich erklärte der türkische Präsident Recep Tayyip Erdoğan: „Die Afrikaner haben die Gold- und Uranlieferungen nach Frankreich vollständig eingestellt. Dies ist eine Reaktion auf die Unterdrückung, der diese Länder seit vielen Jahren ausgesetzt sind“.

### 6. August
Der algerische Präsident Abdelmadjid Tebboune sprach sich gegen eine militärische Intervention aus und erklärte: „Eine militärische Intervention könnte die gesamte Sahelzone in Brand setzen, und Algerien wird gegenüber seinen Nachbarn keine Gewalt anwenden“.
Die Junta räumte Frankreich gemäß dem Abkommen über die technische militärische Zusammenarbeit von 1977 eine Frist von 30 Tagen ein, um den Niger zu verlassen.
Die einwöchige Frist für die Militärjunta, die Macht an Bazoum zurückzugeben oder mit Sanktionen und einer Militärintervention zu rechnen, lief um Mitternacht nigrischer Ortszeit ab. Zum gleichen Zeitpunkt schlossen die Putschisten den Luftraum des Landes für alle Flugzeuge und begründeten dies mit der Gefahr der Intervention. Dies hat auch große Auswirkungen auf den zivilen Luftverkehr: Da Ende Juli der faktisch seit Mitte April geschlossene sudanesische Luftraum auch offiziell geschlossen wurde und europäische Staaten ihren Fluggesellschaften des Überfliegen Libyens verbieten, ist somit ein großer zusammenhängender Bereich über der Sahara für zivile Flugzeuge nicht mehr benutzbar. Routen zwischen Europa und Subsahara-Afrika müssen daher über Mali oder die Arabische Halbinsel umgeleitet werden, bei Flügen ins südliche Afrika ein Umweg von mindestens 1.000 Kilometern.
In Niamey trafen sich rund 30.000 Menschen zu einer Pro-Junta-Demonstration – drapiert mit nigrischen und russischen Flaggen – im Stade Général Seyni Kountché. An der Veranstaltung nahm auch einer der Junta-Führer teil. In seiner Rede prangerte er diejenigen an, die „im Schatten lauern“, die „Subversion“ gegen „den Vormarsch Nigers“ planen und brachte zum Ausdruck „Wir sind uns ihres machiavellistischen Plans bewusst“.
Mehrere tausend Sympathisanten der Putschisten versammelten sich vor der französischen Botschaft in Niamey; einige von ihnen versuchten, in das Gebäude einzudringen. Das französische Präsidialamt drohte, jeglicher Angriff auf französische Staatsangehörige, Soldaten, Diplomaten oder Unternehmen werde eine „unverzügliche und unerbittliche“ Reaktion nach sich ziehen; Präsident Macron dulde „keinerlei Angriff gegen Frankreich und seine Interessen“.
Der Nationale Rat für den Schutz des Vaterlandes (CNSP) rief die Bürger dazu auf, sich auf die Verteidigung des Heimatlandes vorzubereiten.

### 7. August
Mali und Burkina Faso kündigten an, Delegationen nach Niger zu entsenden, um ihre „Solidarität“ mit der Junta auszudrücken, und Simon Ekpa, in Finnland lebender Chef der selbsternannten biafranischen Exilregierung, erklärte, dass sie die nigrischen Putschisten und ihre Verbündeten im Falle einer ECOWAS-Intervention unterstützen werde.
Victoria Nuland, seit 28. Juli 2023 geschäftsführende US-amerikanische Vizeaußenministerin, verhandelte in Niger mit Junta-Führern und Moussa Salaou Barmou. Sie verdeutlichte die Position der Vereinigten Staaten und die Konsequenzen für Niger in dem Fall, dass die Demokratie nicht wiederhergestellt werde. Dazu gehöre die Streichung von Wirtschafts- und Sicherheitsunterstützung in Höhe von Hunderten Millionen US-Dollar.

### 8. August
Der ehemalige Finanzminister Nigers und zuletzt Repräsentant bei der Afrikanischen Entwicklungsbank in Abidjan, Ali Lamine Zeine, wurde zum Ministerpräsidenten des Niger berufen.
Die Putschisten beschuldigten Frankreich, am Morgen des 8. August mit einer aus dem Tschad kommenden Militärmaschine den nigrischen Luftraum verletzt und „Terroristen befreit“ zu haben, was Frankreich umgehend dementierte.

### 9. August
Der Politiker und vormalige Paramilitär Rhissa Ag Boula kündigte die Gründung einer Bewegung unter dem Namen „Rat des Widerstands für die Republik“ (CRR) an, die Mohamed Bazoum wieder an die Macht bringen soll.

### 10. August
In der Nacht vom 9. auf den 10. August bildeten die Putschisten eine Regierung. Ihre Zusammensetzung wurde von Putschistenführer Abdourahamane Tiani durch Verlesen eines Dekrets im staatlichen Fernsehen bekanntgegeben. Das Kabinett umfasst neben dem bereits zwei Tage zuvor ernannten Premierminister Lamine Zeine 20 weitere Mitglieder. Das Innenressort erhielt Mohamed Toumba, das Verteidigungsressort Salifou Mody, beide Mitglieder des Nationalen Rates für den Schutz des Vaterlandes, also des Militärrats der Putschisten.

### 11. August
Am 11. August fand in der Großen Moschee von Niamey mit 10.000 Sitzplätzen, auch unter zahlreicher Anteilnahme vor der Moschee, ein Gottesdienst zur Unterstützung des Putschistenregimes statt.

### 12. August
Ein für den 12. August anberaumtes Treffen in Accra, Ghana, bei dem die ECOWAS-Staaten darüber verhandeln sollten, wie groß die gemeinsame Eingreiftruppe werden soll, um „die verfassungsmäßige Ordnung im Niger wiederherzustellen“, und welche der ursprünglich 15 Mitgliedsländer sich in welchem Umfang daran beteiligen sollten, wurde aus „technischen Gründen“ kurzfristig abgesagt und auf unbestimmte Zeit verschoben.

### 13. August
Eine Delegation nigerianischer Muslime unter der Führung des islamischen Geistlichen Scheich Bala Lau der „Izala-Leute“ verkündete nach einem Vermittlungstreffen mit dem Putschisten Abdourahamane Tiani, dass dieser offen für Gespräche und eine diplomatische Lösung mit der Ecowas ist. Die Putschistenregierung kündigte an, den gestürzten Präsidenten wegen angeblichen Hochverrats vor Gericht zu stellen.

### 16. August
Als Reaktion auf einen „terroristischen Hinterhalt“ vom 15. August, bei dem 17 Soldaten einer Abteilung der nigrischen Streitkräfte (FAN) getötet und 20 verletzt wurden, holte das Militär in der Nacht zum 16. August zum Gegenschlag aus. Bei einem Luftangriff wurden 100 Terroristen getötet, die sich in zwei Kolonnen von je mehr als 50 Motorrädern auf dem Rückzug befanden. Die Gefechte ereigneten sich unweit der Grenzen zu Burkina Faso und Mali – zwischen den Orten Torodi und Boni – in der Region Tillabéri, ca. 50 Kilometer südwestlich von Niamey.

### 18. August
Während sich neun Mitgliedsstaaten der Ecowas im Falle des Scheiterns einer diplomatischen Lösung für eine militärische Intervention im Niger bereit erklärten, gaben die in Mali und Burkina Faso regierenden Militärputschisten bekannt, den nigrischen Putschisten im Falle eines Krieges militärisch beizustehen.

### 19. August
General Abdourahamane Tiani kündigte eine Übergangsregierung an, die nicht länger als 3 Jahre dauern dürfe. Ziel sei nicht, die Macht zu konfiszieren, sondern ein „umfassender nationaler Dialog“, der „innerhalb von 30 Tagen konkrete Vorschläge formulieren“ müsse, um „die Grundlagen für ein neues verfassungsmäßiges Leben“ zu schaffen.
Am selben Tag trafen sich Vertreter von Ecowas sowohl mit Tiani als auch mit dem gestürzten Staatspräsidenten Mohamed Bazoum.

### 20. August
Zwölf Soldaten der nigrischen Nationalgarde wurden in der Region Tillabéri von mutmaßlichen Dschihadisten aus dem Hinterhalt attackiert und getötet.

### 25. August
Im Zuge der Spannungen zwischen Frankreich und Niger – der französische Botschafter „Itté habe eine Einladung ins Außenministerium ignoriert“ und „außerdem agiere die französische Regierung gegen die Interessen Nigers“ – forderte Niger am 25. August 2023 um 10:30 (WAT) den französischen Botschafter Sylvain Itté dazu auf „das nigrische Hoheitsgebiet innerhalb von achtundvierzig Stunden (48 Stunden) zu verlassen“.

### 26. August
Da sich der französische Botschafter Itté weigerte Niger zu verlassen, weil „die Putschisten nicht befugt sind, diesen Antrag zu stellen, da die Zustimmung des Botschafters nur von den rechtmäßig gewählten Behörden Nigers kommt“, versammelten sich rund 20.000 Menschen im General-Seyni-Kountché-Stadion in der Hauptstadt Niamey und signalisierten ihre Unterstützung für den Nationalen Rat zur Sicherung des Heimatlandes (CNSP). Auf den Tribünen hingen nigrische, algerische und russische Flaggen, laut einem Bericht von Le Monde.
Der französischen Tageszeitung Libération zur Folge meldete sich der ins benachbarte nigerianische Exil geflüchtete ehemalige Außenminister der gestürzten Regierung Nigers, Hassoumi Massoudou, per X (Twitter) zu Wort und erinnerte daran, „dass der Botschafter beim gewählten Präsidenten akkreditiert ist“. Quellen der Tageszeitung Actu Cameroun ist zu entnehmen, dass der Botschafter zwischenzeitlich seine Stationierung von dem ursprünglichen Botschaftsgebäube in Niamey auf den Flughafen Niamey gewechselt hat – dort in den angegliederten militärischen Stützpunkt der französischen Base aérienne 101 Niamey.
Im Rahmen der im September bevorstehenden 78. Generalversammlung der Vereinten Nationen in New York lud US-Präsident Joe Biden den Nigerianischen Präsidenten und Präsidenten der ECOWAS Bola Tinubu zu einem Hintergrundgespräch ein, wobei erörtert werden soll, wie Nigeria mit den Vereinigten Staaten zusammenarbeiten könne, um die Wiederherstellung der Demokratie in Niger zu unterstützen.

### 27. August
Weil die dem französischen Botschafter Sylvain Itté gesetzte Frist bis zum 27. August um 10:30 (WAT) das nigrische Hoheitsgebiet zu verlassen verstrichen war, zogen Putschanhänger vor das Gelände der französischen Militärbasis in Niamey, da Itté angeblich auf das Gelände der französischen Militärbasis in Niamey geflüchtet sei.

### 28. August
Auf der alljährlichen französischen Botschafterkonferenz im Élysée-Palast– an der Staatspräsident die außenpolitischen Leitlinien für das kommende Jahr vorstellte – kommunizierte Macron vor den weltweit angereisten französischen Diplomaten, „Die Politik sei einfach [...] wir erkennen die Putschisten nicht an, wir unterstützen einen Präsidenten, der nicht zurückgetreten ist, an dessen Seite wir uns weiterhin engagieren. Und wir unterstützen eine diplomatische oder militärische Lösung der ECOWAS“. Auch kritisierte er die USA und europäische Staaten, die es zuließen, den nigrischen Präsidenten Mohamed Bazoum  fallen zu lassen. Nach Angaben von Macron befindet sich der französische Botschafter trotz Ultimatums weiterhin in Niger.

### 15. September
Nach einer Einigung mit der nigrischen Militärführung nehmen die US-Amerikaner ihre Drohnen- und bemannten Flugzeugmissionen auf ihren zwei nigrischen Luftwaffenstützpunkten wieder auf. Derweilen protestierte der französische Präsident Macron, da sein Botschafter in Niger, der sich weigerte das Land zu verlassen, dort als „Geisel“ festgesetzt werde.

## Evakuierung von ausländischen Staatsangehörigen
Am 1. August kündigte das französische Außenministerium unter Hinweis auf die Unruhen in Niamey, den Anschlag auf die französische Botschaft und die Sperrung des nigrischen Luftraums an, dass es die Evakuierung seiner Staatsangehörigen und anderer europäischer Staatsangehöriger ab diesem Tag vorbereite. Das deutsche Außenministerium riet seinen Staatsangehörigen, deren Zahl in Niger auf weniger als 100 geschätzt wird (ohne Militärpersonal), sich den Flügen anzuschließen.
Das spanische Verteidigungsministerium teilte mit, dass es mehr als 70 Spanier in Niger auf dem Luftweg evakuieren werde.
Am 2. August wurden die ersten Evakuierungsflüge durchgeführt. Ein italienisches Militärflugzeug brachte 87 Evakuierte aus Niger und landete in Rom, während 262 Evakuierte mit einem französischen Evakuierungsflug in Paris ankamen. Insgesamt wurden 1079 Personen von Frankreich evakuiert.
Die Bundeswehr evakuierte dreißig Personen; zwanzig davon seien deutsche Soldaten des MINUSMA-Einsatzes im Mali.
Das US-Außenministerium ordnete die Evakuierung des nicht für Notfälle zuständigen Regierungspersonals und der in Frage kommenden Familienangehörigen aus der Botschaft an, die jedoch für „begrenzte Notdienste für US-Bürger“ geöffnet blieb. Auch das Vereinigte Königreich ordnete eine Reduzierung des Personals seiner Botschaft an.
Als Reaktion auf die Evakuierungen rief die M62-Bewegung zu einer friedlichen Blockade des Flughafens von Niamey auf, bis die ausländischen Streitkräfte das Land verlassen hätten.
Auch Kap Verde evakuierte acht seiner Bürger mit einem französischen Flug nach Paris; sie sollten am 3. August in Kap Verde eintreffen.